# Gabi Rolland

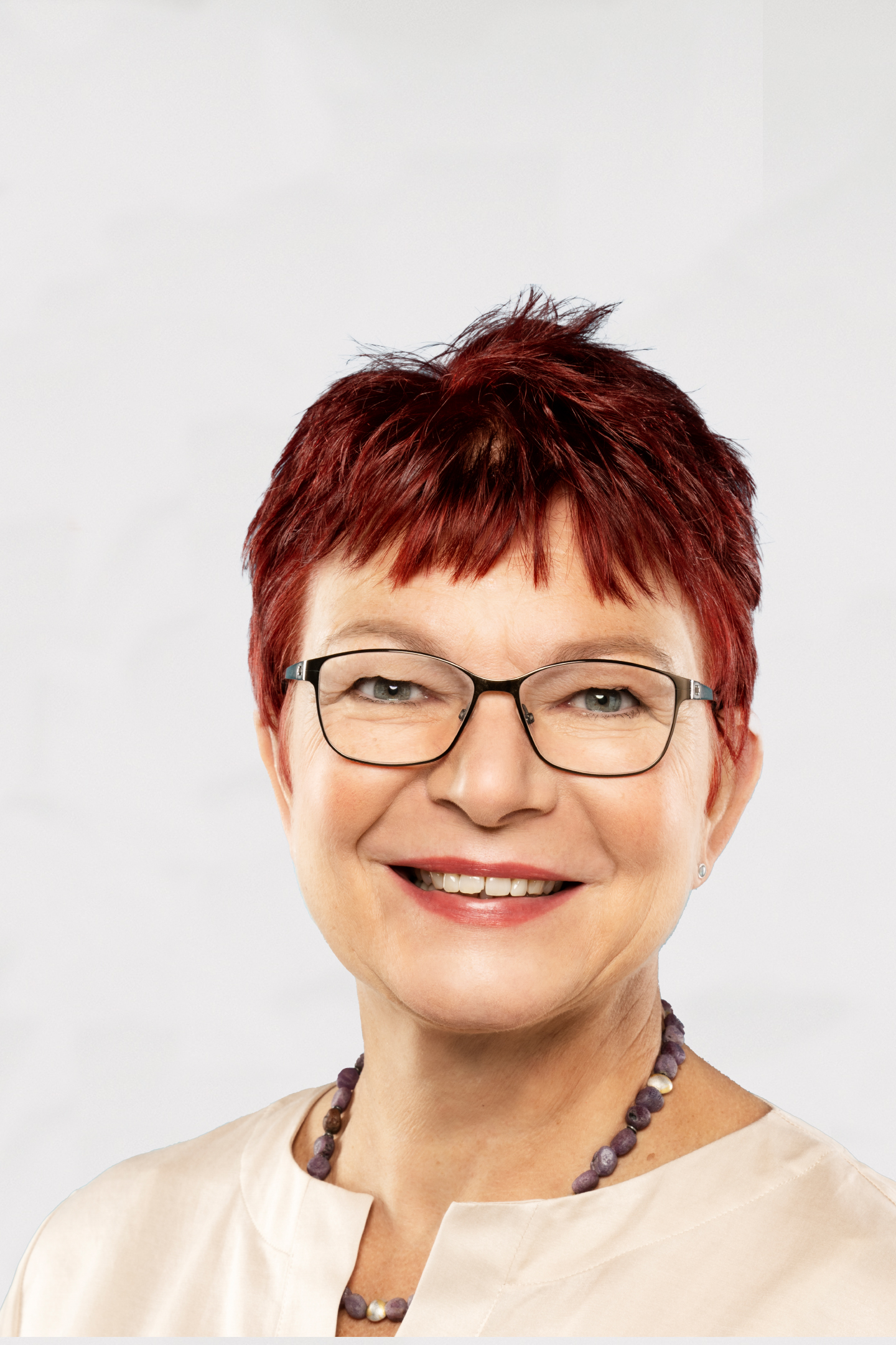
Gabi Rolland 2021

Gabriele Rolland (* 6. Dezember 1963 in Kenzingen) ist eine deutsche Politikerin (SPD). Seit 2011 ist sie Abgeordnete im Landtag von Baden-Württemberg.

## Leben
Gabi Rolland wuchs in Emmendingen auf und lebt seit 1989 in Freiburg.
Nach dem Abitur 1983 folgte die Vorbereitung für den gehobenen Dienst und das Studium an der Fachhochschule Kehl, das sie 1987 als Diplom-Verwaltungswirtin abschloss. Danach trat sie in den Dienst der Stadt Emmendingen. Von 1987 bis 2001 war sie als Sachbearbeiterin im Amt für Umweltschutz des Landratsamtes Emmendingen, Landkreises Emmendingen im Bereich Wasser-, Boden-, Immissions- und Naturschutzrecht tätig.
In den Jahren 2001 bis 2011 arbeitete Gabi Rolland als Beauftragte für Grenzüberschreitende Zusammenarbeit und Europaangelegenheiten beim Landratsamt Emmendingen.
Rolland ist verheiratet und evangelischer Konfession.

## Politik
Der SPD gehört Rolland seit 1984 an und bekleidete verschiedene Parteiämter auf Ortsvereins- und Kreisebene. Von 1997 bis 2011 hatte sie einen Sitz im Gemeinderat von Freiburg im Breisgau inne.  Im Landtagswahlkreis Freiburg II wurde sie 2011 über das Zweitmandat in den baden-württembergischen Landtag gewählt. Dort ist sie u. a. im Umwelt-, Wissenschafts- und Petitionsausschuss tätig. In der Legislaturperiode 2011–2016 war sie Mitglied im Umwelt-, Wissenschafts- und Petitionsausschuss sowie im Ausschuss für Ländlichen Raum.
Bei der Landtagswahl 2016 errang Gabi Rolland mit 13,8 % der Stimmen im Wahlkreis Freiburg II wiederum ein Zweitmandat und fungierte in der Wahlperiode bis 2021 als Vorsitzende des Ausschusses für Umwelt, Klima und Energiewirtschaft sowie als Mitglied des Ausschusses für Wissenschaft, Forschung und Kunst. Sie war Sprecherin der SPD-Landtagsfraktion für Umwelt- und Naturschutzpolitik, Hochschulpolitik und studentische Angelegenheiten.
Auf dem SPD-Landesparteitag am 22. Oktober 2016 in Heilbronn wurde Rolland zur stellvertretenden Landesvorsitzenden gewählt.
Bei der Landtagswahl 2021 konnte sie erneut über ein Zweitmandat in den Landtag einziehen. Seit 2021 ist sie stellvertretende Vorsitzende der SPD-Landtagsfraktion.
Bei der Landtagswahl 2026 tritt sie nicht erneut an.
Sie gehört dem Oberrheinrat, die deutsch-französisch-schweizerische Versammlung der politisch Gewählten dieser Region, und dem Beirat der Kunststiftung Baden-Württemberg an. Außerdem ist sie Vorsitzende der Ortsgruppe Freiburg der NaturFreunde e. V. und Vorsitzende des DLRG-Bezirksverbands Breisgau e. V.